# مارموست دم‌سیاه
مارموست دم‌سیاه (نام علمی: Callithrix melanura) نام یک گونه از سرده مارموست است.